# Morandini Tamás
Morandini Tamás (Gemona del Friuli, Olaszország, 1869. – Zalaegerszeg, 1921. augusztus 14.) építészmérnök.

## Élete
Olasz származású volt. Apja faragómester. A középiskolát Grazban, a főiskolát Zürichben végezte. Apja, Morandini Ferdinánd, anyja Berlosi Mária volt. Építészmérnöki diplomát szerzett. Rokonsága révén előbb Nagykanizsára került, majd Zalaegerszegen telepedett le. Alkalmazottként vett részt az Arany Bárány építkezésében (1892), majd önálló vállalkozó lett. 
Nevéhez fűződik a főgimnázium millennium tiszteletére való megépítése. Számos középületet tervezett és épített. Kiemelkedett közülük a zalaegerszegi evangélikus templom, a Zsinagóga, a Kazinczy tér három háza, a zalalövői és zalaszentiváni római katolikus templom. Először alkalmazott vasbeton szerkezetet az alsólendvai esernyőgyár építésekor 1912-ben. Részt vett az első világháborúban, németül írt harctéri naplója fennmaradt. A háború után a Fusch és Grósz cég alkalmazottja volt.

1921. augusztus 14.-én családja éppen a szombat esti vonattal érkező Tormay Cécile fogadására megjelent küldöttségben vett részt, mialatt Morandini Tamás műszaki irodájában, baráti körben szórakozott, és ott hirtelen rosszullét fogta el és pillanatok alatt meghalt.

## Házassága és gyermekei
1895-ban vette feleségül a nagykanizsai polgári származású Wéber Mária Hedviget (*Nagykanizsa, 1873. október 17.–†Zalaegerszeg, 1944. december 23.), Wéber János, német származású vaspálya-gépész mozdonyvezető, és Minich Anna lányát.